# Liste der Straßen und Plätze in der Altstadt von Jerusalem
Die Liste der Straßen und Plätze in der Altstadt von Jerusalem führt alle Straßen und Plätze der Jerusalemer Altstadt auf.
Die gesamte Altstadt von Jerusalem ist UNESCO-Welterbe und steht auf der Roten Liste des gefährdeten Welterbes.

## Aufbau und Abkürzungen der Liste
Die Straßennamen werden in Deutsch, Englisch, Arabisch und Hebräisch aufgeführt.
Länge in Metern, Koordinaten, Bilder und Anmerkungen zur Herkunft der Straßennamen werden beigefügt.
In der Spalte V (= Viertel) wird das Viertel, in dem die Straße liegt, verzeichnet, a = armenisch, c = christlich, j = jüdisch, m = muslimisch.
In der Spalte Nr wird die Nummer entsprechend dem Straßenverzeichnis der Jerusalemer Stadtverwaltung aufgeführt.
Die Nummer ist ein Link auf die entsprechende Seite der Jerusalemer Stadtverwaltung (hebräisch).
In der Spalte H wird verzeichnet, ob der Straßenname auf eine historische Bezeichnung zurückgeht (= j) oder nicht (= n).

## Vokabeln
Hier die wichtigsten Vokabeln zum Verständnis der Straßennamen:

### Arabische Vokabeln
arabisch طريق tarik bedeutet Weg, Straße und wird vielen arabischen Straßennamen vorangestellt. Es wurde teilweise aus Übersichtsgründen weggelassen.
Das Wort arabisch شارع schare'a für Straße wird seltener benutzt.
Wenn es sich um eine Gasse, die steil bergauf führt, oder um eine Treppe handelt, wird oft das Wort für Aufstieg, Treppe, Hindernis arabisch عقبة akabat, auch: akbat vorangestellt.
Besonders in der Jerusalemer Altstadt kommt häufig das Wort arabisch باب Bab für Tor vor.

### Hebräische Vokabeln
hebräisch רחוב rechov ist das hebräische Wort für Straße. Es wird fast jedem hebräischen Straßennamen vorangestellt und wurde in der Liste aus Übersichtsgründen weggelassen.
Manchmal wird auch hebräisch דרך derech für Weg benutzt.
hebräisch כיכר kikar bedeutet Platz.
Wenn es sich um eine Gasse, die steil bergauf führt, oder um eine Treppe handelt, wird oft das Wort für Aufstieg, Treppe hebräisch מעלה ma'ale oder hebräisch מעלות ma'alot vorangestellt.
hebräisch שער scha'ar bedeutet Tor.

### Übersicht
| Deutsch  | Arabisch | Aussprache | Hebräisch   | Aussprache      |
| -------- | -------- | ---------- | ----------- | --------------- |
| Tor      | باب      | bab        | שער         | scha'ar         |
| Straße   | شارع     | schare'a   | רחוב        | rechov          |
| Weg      | طريق     | tarik      | דרך         | derech          |
| Kloster  | دير      | de'ir      | מנזר        | minsar          |
| Aufstieg | عقبة     | akabat     | מעלות, מעלה | ma'alot, ma'ale |
| Platz    | ميدان    | maidan     | כיכר        | kikar           |
| Gasse    | زقاق     | sakak      | סמטה        | ssimta          |

## Straßenliste
| Bild                                 | Deutsch                                                    | Englisch                            | Arabisch                    | Hebräisch                | Anmerkungen | L(m) | V | Nr.  | H |
| ------------------------------------ | ---------------------------------------------------------- | ----------------------------------- | --------------------------- | ------------------------ | --- | ---- | - | ---- | - |
|                                      | Abu Madin Straße                                           | aqabat abu madin street             | عقبة ابو مدين               | עקבת אבו מדין            | |      |   | 4048 | n |
|                                      | Abu Rhanam Straße                                          | abu gannam street                   | ابو غنام                    | אבו גנאם                 | |      |   | 4152 | n |
|                                      | Al Afdalije Straße                                         | el 'afdaliyeh street                | الافضليه                    | אל אפדלייה               | |      |   | 4051 | n |
| weitere Bilder                       | Al Bayariq Straße (Standort)                               | Al Bayariq street                   | البيارق                     | אל-ביארק                 | auch: Aqabat dar el – beiraq, (עק דאר בריק) | 70   | m | 4045 | j |
|                                      | al Chakari Straße                                          | al Hakary street                    | الحقاري                     | אל חקארי                 | |      |   | 4042 | n |
| al Ghazali Platz                     | al Ghazali Platz (Standort)                                | El-Ghazali Square                   | ساحة الغزالي                | ככר גזלי                 | benannt nach dem islamischen Theologen, Philosophen und Mystiker al-Ghazālī | 60   | m |      | n |
|                                      | Al Imam Malik Straße                                       | el 'imam malik street               | الايمام مالك                | אל אימאם מלך             | |      |   | 4050 | n |
|                                      | Al Munalidin Straße                                        | al munalidin street                 | المناضلين                   | אל מונאלידין             | |      |   | 4052 | n |
| BW                                   | al asilah (Standort)                                       | al asilah                           | عقبة الاصله                 | אל אסילה                 | wörtlich: ursprünglicher Aufstieg | 120  | m | 4025 | j |
| weitere Bilder                       | Ala' e-Din Straße (Standort)                               | Ala' e-Din street                   | علاء الدين                  | עלא א -דין               | Benannt nach Ala al Din, der in ajjubischer Zeit Oberaufseher des Tempelberges war. Er erblindete und wird seit dem 16. Jahrhundert als Heiliger verehrt. | 110  | m | 4031 | j |
| BW                                   | Al-Umari Straße (Standort)                                 | Al-Umari street                     | العمري                      | אל עומרי                 | nach dem muslimischen Heiligen Al Omri | 90   | m | 4013 | n |
| Antonia Straße                       | Antonia Straße (Standort)                                  | Antonia street                      | باب حطه                     | באב חוטה                 | wörtlich: Tor der Vergebung | 230  | m | 4005 | n |
| BW                                   | Apostel-Straße (Standort)                                  | er - rusul road                     | الرسل                       | א רוסול                  | wörtlich: Die Apostel | 120  | c | 4073 | n |
| BW                                   | Apostel-Straße (Standort)                                  | er - rusul road                     | هشليحيم                     | השליחים                  | Die Apostel, benannt nach den zwölf Aposteln, den Jüngern Jesu | 120  | c | 5570 | n |
| weitere Bilder                       | Aqabat al-Chalidija Straße (Standort)                      | aqabat el -khalidieh                | عقبة الخليدية               | מעלה חאלידיה             | Benannt nach einem muslimischen Weisen, der Ende des 19. Jahrhunderts lebte. | 120  | m | 4043 | j |
| weitere Bilder                       | Aqabat al-Takija (Standort)                                | aqabat el takiyeh                   | عقبة التكية                 | מעלות המדרשה             | ha-Medrascha = Wohnort der Derwische | 300  | m | 5805 | n |
|                                      | Aqabat Anim Straße                                         | 'aqabat 'anim                       | عقبة غنيم                   | עקבת ע נים               | |      |   | 4054 | n |
| BW                                   | Aqabat chav ruman (Standort)                               | aqabat hab ruman street             | عقبة حب الرمان              | מעלה חב רומן             | wörtlich: Granatapfel-Liebe | 50   | m | 4015 | j |
| weitere Bilder                       | Aqabat el - rahbat (Standort)                              | aqabat el - rahbat                  | عقبة الراهبات               | הנזירות                  | wörtlich: Die Nonnen. Benannt nach den christlichen Klöstern in dieser Straße. | 30   | m | 4008 | j |
| weitere Bilder                       | Aqabat el - saraya (Standort)                              | aqabat el - saraya                  | عقبة السرايا                | עקבת א סראיה             | Die Saraya ist das türkische Regierungsgebäude in dieser Straße. | 150  | m | 4040 | j |
| weitere Bilder                       | Aqabat el batikh (Standort)                                | aqabat el batikh                    | عقبة البطيخ                 | מעלה האבטיחים            | wörtlich: Wassermelonen-Aufstieg | 75   | m | 4075 | j |
| weitere Bilder                       | Aqabat khan el 'Aqabat (Standort)                          | aqabat khan el 'aqbat               | عقبة خان العقباط            | מעלות הקופטים            | englisch auch: copts ascent, hebräisch auch: עק חן א עקבת | 80   | c | 4078 | n |
| BW                                   | Aqabat Scheich Hassan (Standort)                           | el ash shikh hassan street          | عقبة شيخ حسن                | דרך שיח חסן              | Scheich Hasan (1195–1246) war ein jesidischer Heiliger | 60   | m | 4017 | n |
| weitere Bilder                       | Araratstraße (Standort)                                    | ararat road                         | اررط                        | אררט                     | Ararat - der Berg in Armenien, auf dem die Arche Noahs landete - (Genesis 8: 4) | 210  | a | 4090 | n |
|                                      | Asch Scharef Straße                                        | esh sharef street                   | الشارف                      | א שארף                   | |      |   | 4053 | n |
| BW                                   | a-Tut-Straße (Standort)                                    | at tuteh                            | عقبة التوت                  | א תות                    | Benannt nach einem Baum, der in dieser Straße wächst. | 50   | m | 4047 | j |
| BW                                   | Aufstieg der Derwische (Standort)                          | aqabat darwish road                 | عقبة درويش                  | עקבת דרויש               | Benannt nach den Derwischen | 60   | m | 4007 | n |
| BW                                   | bab ez zahara Straße (Standort)                            | bab ez zahara street                | باب الزهره                  | באב א זהרה               | az-Zahrā - der zweite Name von Fatima, Tochter von Mohammed, dem Begründer der Religion des Islam. | 75   | m | 4153 | n |
| BW                                   | bait shuba Straße (Standort)                               | bait shuba street                   | بيت هشوئباه                 | בית השואבה               | wörtlich: Haus der Pumpen | 35   | j | 4507 | n |
| Bamberger Straße                     | Bamberger Straße (Standort)                                | Bamberger street                    | زقاق بمبرجر                 | במברגר                   | Benannt nach Martha Bamberger (1867–1942, alias: Martha Lasker), deutsch-jüdische Schriftstellerin | 10   | j |      |   |
| barkai Straße                        | barkai Straße (Standort)                                   | barkai street                       | بركاي                       | ברקאי                    | wörtlich: Morgenstern. Dieser Name wäre im Tempel zu hören gewesen, wenn ein Hohepriester gefragt hätte, ob das „Morgenlicht“ als die Zeit des ewigen Opfers angesehen würde. Ein 1949 südlich von Haifa gegründeter Kibbuz und eine arabische Ortschaft in dessen Nachbarschaft. | 20   | j | 4510 | n |
| weitere Bilder                       | barquq Straße (Standort)                                   | barquq road                         | برقوق                       | ברקוק                    | Barqūq war ein königlicher Kalif, der Ende des 14. Jahrhunderts in Jerusalem herrschte. | 350  | m | 4030 | n |
| BW                                   | batei ma'haseh Platz (Standort)                            | batei ma'haseh square               |                             | כיכר בתי מחסה            | | 20   | j | 6059 | n |
| weitere Bilder                       | batei ma'haseh Straße (Standort)                           | batei ma'haseh street               | باتي محاسيه                 | בתי מחסה                 | wörtlich: Schutzhütten | 240  | j | 4361 | n |
| BW                                   | beit el Straße (Standort)                                  | beit el street                      | بيت ايل                     | בית אל                   | Beit El - benannt nach der 1755 vom Kabbalisten Rabbi Shalom Sharabi (1720–1777) gegründeten Jeschiwa | 50   | j | 4367 | n |
| weitere Bilder                       | Bikur-Holi-Straße (Standort)                               | bikur holim street                  | بيكور حوليم                 | בקור חולים               | Bikur Holim - benannt nach dem Bikur Cholim Hospital, das 1948 im Unabhängigkeitskrieg von der Arabischen Legion in der Altstadt von Jerusalem zerstört und in die Natan-Strauss-Straße in die Innenstadt verlegt wurde. | 60   | j | 4369 | n |
| bonei ha - homah Straße              | bonei ha - homah Straße (Standort)                         | bonei ha - homah street             | بوني حوماه                  | בוני החומה               | wörtlich: Die Bauherren der Mauer. Benannt nach dem Bau der Mauer von Jerusalem in den Tagen von Nehemia (4,9–12): 4:9 Unsere Feinde erfuhren, dass uns ihr Vorhaben bekannt geworden war. So vereitelte Gott ihren Plan, und wir alle kehrten zu der Mauer zurück, jeder zu seiner Arbeit. 4:10 Seit jenem Tag arbeitete nur die Hälfte meiner Leute am Bau; die andere Hälfte hielt Lanzen, Schilde, Bogen und Panzer bereit, und die Obersten standen hinter dem ganzen Volk Juda, 4:11 das an der Mauer baute. Die Lastträger arbeiteten so: Mit der einen Hand taten sie ihre Arbeit, in der andern hielten sie den Wurfspieß. 4:12 Von den Bauleuten hatte jeder sein Schwert um die Hüften gegürtet, und so bauten sie. | 80   | j | 4504 | n |
| BW                                   | Brüderstraße (Standort)                                    | ha - ahim street                    |                             | האחים                    | | 20   | c |      |   |
| weitere Bilder                       | Cardo (Jerusalem) (Standort)                               | elkardo street                      | هكردو                       | הקארדו                   | Auf dieser Straße verlief der römische Cardo | 190  | m | 5576 | n |
| weitere Bilder                       | Cardo Secundus (Standort)                                  | el wad road                         | الواد                       | אל ואד (הגיא)            | Tariq Al Wad (wörtlich: Das Tal) ist eine Straße auf dem Grund des Tyropöon-Tals. | 550  | m | 4004 | j |
| BW                                   | Casa-Nova-Straße (Standort)                                | gaza nova street                    | كازانوفا                    | קזה נובה                 | Die Casa-Nova -Straße führt am Casa-Nova-Hospiz entlang, welches ein christliches Pilgerzentrum unter franziskanischer Leitung ist. | 65   | c | 4062 | n |
| BW                                   | Charet as-sadijeh (Standort)                               | kharet sa'idiyeh                    | السعديه                     | חארת א סעדייה            | Benannt nach einer angesehenen muslimischen Familie, die in dieser Straße lebte | 120  | m | 4022 | n |
| BW                                   | Damaskustorstraße (Standort)                               | bab el amud street                  | باب العمود                  | באב אל עמוד              | wörtlich: Tor der Säule = Damaskustor | 50   | m | 4003 | n |
| weitere Bilder                       | David-Straße (Standort)                                    | David street                        | طريق البازار                | דויד                     | Benannt nach König David | 250  | a | 4056 | j |
| weitere Bilder                       | Dudu-Gasse (Standort)                                      | Dudu lane                           |                             |                          | Passage zwischen Eisentor und Markt der Baumwollhändler | 35   | m |      |   |
| weitere Bilder                       | Eisentorstraße (Standort)                                  | bab el - hadid street               | باب الحديد                  | שער הברזל                | Eisentor-Straße | 120  | m | 4032 | j |
| weitere Bilder                       | el - hakkari Straße (Standort)                             | el - hakkari road                   | الهكاري                     | הכרי                     | Badr a-Din al-Akari war ein arabischer Prinz, der im 13. Jahrhundert gegen Kreuzfahrer kämpfte | 85   | m | 4057 | n |
| weitere Bilder                       | el - jabesha Straße (Standort)                             | el - jabesha road                   | الجبشه                      | אל גבשה                  | wörtlich: Gips | 240  | c | 4071 | n |
| BW                                   | el - mawlawiyeh Straße (Standort)                          | el - mawlawiyeh street              | عقبة الملويه                | אל מלאלויה               | Nach dem Mevlevi-Orden der Derwische, die sich in dieser Straße befanden. | 180  | m | 4020 | j |
| weitere Bilder                       | el - qirami Straße (Standort)                              | el - qirami road                    | القرمي                      | אל קירמי                 | Kirmi - Shams a - Din Kirami - ein muslimischer Heiliger, der im 10. Jahrhundert n. Chr. lebte | 85   | m | 4041 | n |
| el bustami Straße                    | el bustami Straße (Standort)                               | el bustami street                   | البسطمي                     | אל בוסטמי                | Al Bustami ist Abu Yazid al-Bustami (803–875), persischer islamischer Mystiker des Sufismus im neunten Jahrhundert vor Christus. | 90   | m | 4018 | n |
| BW                                   | El Qadisiya Straße (Standort)                              | el qadisiya street                  | القادسيه                    | אל קדיסיה                | Benannt nach der Schlacht von al-Qādisīya | 50   | m | 4006 | n |
| weitere Bilder                       | El-Khanqa Straße (Standort)                                | al kankh street                     | عقبة الخنقه                 | מעלה אל חאנקה            | Benannt nach einem muslimischen Kloster in dieser Straße, erbaut im 12. Jahrhundert. | 20   | c | 4070 | j |
| BW                                   | El-Mu'azmiya Straße (Standort)                             | El-Mu'azmiya street                 | المعزميه                    | אל מועזמיה               | Al Mu'azmiyya - eine arabische Schule, benannt nach Sultan Muazzam Issa, dem Neffen von Saladin, lebte im 13. Jahrhundert. | 130  | m | 5803 | n |
| weitere Bilder                       | El-Mufti-Gasse (Standort)                                  | al mufty road                       | عقبة المفتي                 | דרך המופתי               | Teil der Via Dolorosa | 20   | m | 4016 | n |
| BW                                   | Es Sayyida Straße (Standort)                               | Es Sayyida road                     | السيده                      | א סיידה                  | | 60   | c | 4074 | n |
| Ferrer-Straße                        | Ferrer-Straße (Standort)                                   | fre'res street                      | فررس                        | אל פריר                  | Benannt nach Vinzenz Ferrer (1350–1419) | 100  | c | 4063 | j |
| weitere Bilder                       | Gal'ed Straße (Standort)                                   | galed street                        | جلعاد                       | גלעד                     | „Gilad“ - zur Erinnerung an die Gefallenen der Altstadt, die während des Unabhängigkeitskrieges 1948 im jüdischen Viertel gefallen sind und in dieser Straße eine vorübergehende Begräbnisstätte fanden. | 120  | j | 4362 | n |
| BW                                   | Geigenstraße (Standort)                                    | Ha-Kinnor street                    | هكنور                       | הכינור                   | wörtlich: Die Violine. | 20   | j | 4526 | n |
| weitere Bilder                       | Ghawanima-Tor-Straße (Standort)                            | bab a - gawanima street             | بابا عونيمه                 | באב ע'וואנמה             | Zu Ehren einer angesehenen Familie, die in dieser Straße lebte. | 55   | m | 4029 | j |
| BW                                   | ha - meziltayim Straße (Standort)                          | ha - meziltayim street              | همتسيلتييم                  | המצלתיים                 | Die Becken, alte Perkussionsinstrumente | 20   | j | 4524 | n |
| BW                                   | ha - o'mer Straße (Standort)                               | ha - o'mer street                   | هعومير                      | העומר                    | Omer bezeichnet die ersten geernteten Getreide-Garben, die im Tempel geopfert wurden. | 60   | j | 4514 | n |
| ha - tuppim Straße                   | ha - tuppim Straße (Standort)                              | ha - tuppim street                  | هتوفيم                      | התופים                   | wörtlich: Die Trommeln | 40   | j | 4525 | n |
| BW                                   | ha gitit Straße (Standort)                                 | ha gitit street                     | هجتيت                       | הגיתית                   | Name eines alten Musikinstrumentes, das in Psalmen erwähnt wird. | 65   | j | 4519 | j |
| weitere Bilder                       | habad Straße (Standort)                                    | habad street                        | حاباد                       | חב"ד                     | Chabad - Abkürzung von „Chochma, Binah, Da'at“ - ist eine chassidische Bewegung die von Rabbi Schneur Salman von Ljadi (1745–1812) begründet wurde. | 500  | j | 4365 | n |
| weitere Bilder                       | Ha-Bikurim Straße (Standort)                               | ha - bikurim street                 | هبخوريم                     | הביכורים                 | Die Erstlingsfrucht - die ersten Früchte des Landes Israel wurden in den Tempel als Opfergabe gebracht. Die ersten Früchte - die ersten Früchte des Landes Israel wurden in den Tempel gebracht. | 80   | j | 4515 | n |
| weitere Bilder                       | Ha-Kotel Straße (Standort)                                 | hakotel street                      | هحوش                        | הכותל                    | Die Klagemauer in Jerusalem | 120  | j | 5806 | j |
| BW                                   | Harfenstraße (Standort)                                    | Ha-Nevel street                     | هنيبل                       | הנבל                     | wörtlich: Die Harfe | 50   | j | 4522 | n |
| weitere Bilder                       | Ha-Tamid Straße (Standort)                                 | hatamid street                      | هتميد                       | התמיד                    | wörtlich: Das Ewige. Dies ist eine Bezeichnung für das ewige Brandopfer, das am Morgen und am Abend täglich im Tempel dargebracht wurde. | 20   | j | 4508 | n |
| weitere Bilder                       | ha'yehudim Straße (Standort)                               | ha'yehudim street                   | هيهوديم                     | היהודים                  | wörtlich: Die Juden | 320  | j | 4528 | n |
| BW                                   | hayya olam Gasse (Standort)                                | hayya olam alley                    | حايي عولام                  | מבוא חיי עולם            | „Chayei Olam“ - benannt nach der großen Yeshiva Hayyam Olam, die auf dieser Straße existierte und im Unabhängigkeitskrieg von 1948 zerstört wurde. | 100  | j | 4266 | n |
| weitere Bilder                       | Herodestorstraße (Standort)                                | Sha'ar ha-Prakhim street            | باب الورود                  | שער הפרחים               | Das Blumentor - nach dem Tor in der Nordwand. | 300  | m | 4154 | n |
| weitere Bilder                       | Hurva-Platz (Standort)                                     | Ha’Hurva square                     |                             | כיכר החורבה              | Platz an der Hurva-Synagoge | 20   | j | 6031 | j |
| Ibn Jara'h Straße                    | Ibn Jara'h Straße (Standort)                               | Ibn Jara'h road                     | ابن جرح                     | אבן ג'ראח                | Ibn Jarrah war der Befehlshaber einer muslimischen Armee im 6. Jahrhundert n. Chr. | 120  | m | 4076 | j |
| Karäer-Straße                        | Karäer-Straße (Standort)                                   | ha'karaim street                    | هكرائيم                     | הקראים                   | Benannt nach den Karäern, die in dieser Straße lebten und hier ihre Anan-ben-David-Synagoge haben. | 80   | j | 4265 | n |
| weitere Bilder                       | Ketten-Tor-Straße (Standort)                               | Chaingate road                      | طريق باب السلسلة            | רחוב שער השלשלת          | auch: Kettenstraße, wörtlich: Die Kette. Diese Straße führt zum Ketten-Tor des Tempelberges. | 190  | m | 4034 | j |
| khan As-Sultan                       | khan As-Sultan (Standort)                                  | khan As-Sultan                      | خان السلطان                 | חאן א - סולטאן           | Der Kahn al-Sultan war eine Herberge, die vom Mamluken-Sultan Barqūq (1339–1399) für Händler, reisende und Pilger im 14. Jahrhundert erbaut wurde. | 20   | m | 5542 | j |
| BW                                   | Kirchen Straße (Standort)                                  | el - kanayes road                   | الكنيس                      | הכנסיות                  | Benannt nach den christlichen Kirchen in dieser Straße | 40   | c | 4072 | n |
| weitere Bilder                       | König Faisal Straße (Standort)                             | King Faisal street                  | الملك فيصل                  | המלך פייסל               | König Faisal von Syrien und dann der König des Irak traf sich mit Dr. Chaim Weizmann und schloss mit ihm das Faisal-Weizmann-Abkommen über die Zukunft Israels ab. | 170  | m | 4028 | n |
| Lohame ha-Rova be-Tashah Straße      | Lohame ha-Rova be-Tashah Straße (Standort)                 | Lohame ha-Rova be-Tashah street     | لوحمي هروبع                 | לוחמי הרובע בתשח         | Zu Ehren der Kämpfer, die im Jahr 1948 bei der Verteidigung des jüdischen Viertels in der Altstadt starben. | 50   | j | 4368 | n |
| weitere Bilder                       | Löwentorstraße (Standort)                                  | Lion's Gate street                  | طريق المجاهدين              | דרך שער האריות           | Die Löwentorstraße führt vom Löwentor zum Österreichischen Hospiz. Der arabische Name „Mudschaheddin Straße“ ehrt die islamischen Kämpfer (= Mudschahed). | 350  | m | 5582 | j |
| weitere Bilder                       | malot harav gats Straße (Standort)                         | malot harav gats street             |                             | מעלות הרב גץ             | Rabbi Meir Yehuda Getz (1924–1995) erreichte in den Israelischen Verteidigungsstreitkräften den Rang eines Oberleutnants. Danach war er 27 Jahre lang Rabbi der Klagemauer von Jerusalem. Er unterstützte die Ausgrabungen am Tempelberg und öffnete den Klagemauertunnel. Er arbeitete offen und heimlich daran, die Juden Nordafrikas nach Israel zu bringen, führte Talentlager durch und brachte Familien nach Galiläa. | 70   | j | 5808 | n |
| weitere Bilder                       | malot harav yehuda halevi Straße (Standort)                | malot harav yehuda halevi street    | يهودا هليفي                 | מעלות הרב יהודה הלוי     | Rabbi Jehuda ha-Levi (1075–1141) war Philosoph und der bedeutendste sephardische Dichter des Mittelalters. | 20   | j | 4501 | j |
| weitere Bilder                       | ma'madot israel Straße (Standort)                          | ma'madot israel street              | معمدوت يسرائيل              | מעמדות ישראל             | wörtlich: Stände (Schichten, Klassen) Israels. Benannt nach den Köpfen der Gruppen, die in den Tagen des Ersten und Zweiten Tempels nach Jerusalem gegangen waren und Israel an ihren Plätzen vertraten und neben der Wache der Priester standen. | 120  | j | 4530 | n |
| weitere Bilder                       | Maroniten-Kloster-Straße (Standort)                        | Maronite Convent street             | دير الموارنه                | מנזר המרוניטים           | Kloster der Maroniten | 85   | a | 4091 | j |
| weitere Bilder                       | misgav ladach Straße (Standort)                            | misgav ladach street                | مسغاف لديريخ                | משגב לדך                 | Misgav Ladach war einer der Gründer des Jerusalemer Krankenhauses in der Altstadt. Es wurde 1889 gegründet. Misgav Ladach ist ein Krankenhaus, das zur Kupat Holim Meuhedet gehört, die Israels größte Health Maintenance Organization ist. | 270  | j | 4364 | n |
| mishmerot ha - kehuna Straße         | mishmerot ha - kehuna Straße (Standort)                    | mishmerot ha - kehuna street        | مشمروت هكهوناه              | משמרות הכהונה            | wörtlich: Vormundschaft der Priester. Die Vormundschaft des Priestertums war eine Abteilung von Priestern, die im Tempel über die Thora arbeiteten. Sie arbeiteten in 24 Schichten. | 100  | j | 4529 | n |
| Muristan Straße                      | Muristan Straße (Standort)                                 | al muristan road                    | موريستان                    | מוריסטן                  | Persisch für Krankenhaus. Straße im Muristan-Viertel | 140  | c | 4082 | n |
| Neues Tor Straße                     | Neues Tor Straße (Standort)                                | bab el - gadid street               | باب الجديد                  | באב אל גדיד              | Bab el Gedid - benannt nach einem der Tore in der Jerusalemer Mauer, im nordwestlichen Teil befindet sich das neue Tor, djedid = neu. | 120  | c | 4061 | n |
| weitere Bilder                       | omar ibn el khattab square (Standort)                      | omar ibn el khattab square          | عمر بن الخطاب               | עומר אבן אל ח'טאב        | Benannt nach ʿUmar ibn al-Chattāb (592–644), der Jerusalem eroberte. | 100  | a | 4060 | j |
| weitere Bilder                       | Or-Ha-Haim Straße (Standort)                               | Or-Ha-Haim street                   | أور هحاييم                  | אור החיים                | Or Chaim ist der Kommentar zum Pentateuch des Rabbiners Chajim b. Mose Attar (1696–1743), Sohn des Rabbiners Mose Attar. | 95   | j | 4527 | n |
| weitere Bilder                       | pelugat hakotel Straße (Standort)                          | pelugat hakotel street              | بلوجات هكوتيل               | פלוגת הכותל              | Wörtlich: Kompanie der Klagemauer. Benannt nach Betar-Mitgliedern, die sich in der Altstadt niederließen und die jüdische Besiedlung innerhalb der Mauer während der Unruhen zwischen 1936 und 1939 verstärkten. Sie begleiteten die Anbeter auf ihrem Weg zur Klagemauer. | 80   | j | 4311 | n |
| weitere Bilder                       | qanater khader Straße (Standort)                           | qanater khader road                 | قنطر حداير                  | קנטר חדאיר               | Benannt nach den Gewölben über dieser Straße. | 130  | m | 4046 | n |
| rabinovith aharon Straße             | rabinovith aharon Straße (Standort)                        | rabinovith aharon street            | رفينوفيتس اهرون             | רבינוביץ אהרון           | Aharon Rabinowitz (1901–1945) einer der Führer der Arbeiterbewegung in Israel und Sekretär des Jerusalemer Arbeiterrates. | 20   | j | 1219 | n |
| BW                                   | Rasas-Straße (Standort)                                    | rasas street                        | عقبة رصاص                   | רסאס                     | wörtlich: Bleistift | 60   | m | 4024 | n |
| BW                                   | Roter Turm (Standort)                                      | the red turret                      | منطقة الحمرا                | הצריח האדום              | wörtlich: Der rote Turm | 130  | m | 4010 | n |
| BW                                   | Salahija-Gasse (Standort)                                  | el salahiya alley                   | الصالحيه                    | אל סלחייה                | Zu Ehren des Saladin College, das 1187 Jerusalem von den Kreuzfahrern erobert wurde. | 110  | m | 4012 | n |
| BW                                   | Scheich lulu Straße (Standort)                             | esh sheikh lulu street              | عقبة شيخ لولو               | שייח לולו                | Sheikh Lulu - ist ein muslimischer Heiliger, der Ende des 15. Jahrhunderts nach Christus lebte. | 55   | m | 4023 | n |
| weitere Bilder                       | Scheich rihan Straße (Standort)                            | esh sheikh rihan street             | عقبة شيخ ريحان              | שיח ריחאן                | Benannt nach einem heiligen Muslim, der in dieser Straße begraben ist. | 260  | m | 4021 | n |
| BW                                   | Schofarstraße (Standort)                                   | Ha-Shofar street                    | هشوفر                       | השופר                    | Benannt nach dem Schofar (Widderhorn), einem Blasinstrument, das in der Antike benutzt wurde, um die Armee zu beschwören und Feiertage auszurufen. Heute wird es an Rosch ha-Schana und am Ende des Jom Kippurs geblasen. | 90   | j | 4523 | n |
| BW                                   | Shadad Straße (Standort)                                   | Shadad street                       | عقبة شادد, شارع شداد        | שאדד                     | Nach der Legende war Schaddād bin 'Ad ein König der verlorenen arabischen Stadt Iram. | 110  | m | 4019 | n |
| weitere Bilder                       | shonei halachot Straße (Standort)                          | shonei halachot street              | شوني هلخوت                  | שוני הלכות               | wörtlich: Studium des Rechts | 80   | j | 4513 | n |
| St. Dimitri's Straße                 | St. Dimitri's Straße (Standort)                            | street Dimitri's road               | سانت ديميترس                | הוחזק דמטריוס הקדוש      | Beim griechisch orthodoxen und griechisch katholischen Patriarchat. Benannt nach Demetrios von Thessaloniki einem griechischen Heiligen aus dem 3. Jahrhundert. | 100  | c | 4064 | n |
| weitere Bilder                       | St. Franziskus Straße (Standort)                           | street prancis road                 | سانت فرنسيس                 | סנט פרנסיס               | Benannt nach dem heiligen Franz von Assisi. | 200  | c | 4069 | n |
| weitere Bilder                       | St. Georg Straße (Standort)                                | sant gorges street                  | سانت جورج                   | סנט גורגס                | Die St.-George’s-Kirche östlich vom griechisch katholischen Patriarchat und südöstlich vom griechisch orthodoxen Patriarchat gehört zur koptisch-orthodoxen Kirche in Jerusalem. | 110  | c | 4079 | n |
| weitere Bilder                       | St. Helena Straße (Standort)                               | street helena road                  | سانت هيلن                   | סנט הלנה                 | Die St. Helena Road bildet den Zugang zur Grabeskirche. Sie ist nach Helena, der Mutter Konstantins des Großen benannt. | 100  | c | 4080 | n |
| weitere Bilder                       | St. Jakobus Straße (Standort)                              | street games road                   | سانت جيمس                   | סנט גיימס                | Die St. James road verläuft nördlich der armenischen St.-Jakobus-Kathedrale des armenischen Patriarchen von Jerusalem. Englisch: St. James = deutsch: St. Jakobus. | 120  | a | 4058 | n |
| weitere Bilder                       | St. Markus Straße (Standort)                               | street mark's road                  | سانت ماركس                  | סנט מרק                  | Benannt nach dem Evangelisten Markus. Sie verläuft am Nordrand des armenischen Viertels und nördlich entlang der Markuskirche. | 160  | a | 4084 | n |
| BW                                   | St. Petrus Straße (Standort)                               | saint peter street                  | سانت بيتر                   | סנט פטר                  | Benannt nach dem heiligen Petrus, der als der erste Papst gilt. Die Straße zieht sich am Lateinischen Patriarchat von Jerusalem entlang, das dem Papst in Rom untersteht. Im Inneren gibt es einen Nachbildung der Petrus-Statue im Petersdom in Rom. | 110  | c | 4068 | n |
| BW                                   | Storchenturmstraße (Standort)                              | Burj Laqlaq street                  | بيج لقلق                    | דרך מגדל החסידות         | Der Hasidismuspfad an der nördlichen Ecke der Jerusalemer Mauer. | 140  | m | 4011 | n |
| Straße der Gerber                    | Straße der Gerber (Standort)                               | el gawalida road                    | الغواليدا                   | הבורסקאים                | Übersetzung aus der arabischen: el gawalida Straße = Lederwarengeschäfte und Gerberei. (hebräisch auch: חוואלידה) (englisch auch: al-jawalida street) | 55   | c | 4067 | j |
|                                      | Straße der Mudschahidin                                    | el mujahidin st.                    | المجاهدين                   | אל מוגהידין              | Benannt nach islamischen Kämpfern Mudschahidin |      | m | 4001 | n |
| weitere Bilder                       | Straße des Armenischen Patriarchats (Standort)             | Armenian Orthodox Patriarchate road | البطريركيه الارمنيه         | אל ארמן                  | Benannt nach dem Armenischen Patriarchat, das sich in dieser Straße befindet. (englisch auch: el 'arman street, arabisch auch: طريق بطريركية الأرمن الأرثوذكس, hebräisch auch: הפטריארכיה הארמנית) | 300  | a | 4085 | n |
| BW                                   | Straße des Äthiopischen Klosters (Standort)                | Ha-Minzar ha-Etiopi street          |                             | המנזר האתיופי            | Das äthiopische Kloster | 110  | c | 5540 | n |
| weitere Bilder                       | Straße des christlichen Viertels (Standort)                | christian quarter road              | النصارى                     | הנוצרים                  | wörtlich: Die Christen. Diese Straße mit vielen christlichen Geschäften ist die Hauptstraße des christlichen Viertels. | 210  | c | 4321 | n |
| Straße des Engels                    | Straße des Engels (Standort)                               | El-Malak road                       | هملآخ                       | המלאך                    | wörtlich: Engel | 100  | a | 4511 | n |
| Straße des griechischen Patriarchats | Straße des griechischen Patriarchats (Standort)            | greek patriarch street              | بطريرك الاورثودكس (اليونان) | הפטריארכיה היווני        | Griechisches orthodoxes Patriarchat | 160  | c | 4065 | n |
| weitere Bilder                       | Straße des griechisch-katholischen Patriarchats (Standort) | Greek Catholic Patriarchate road    | بطريركية الروم الكاثوليك    | הפטריארכיה היונית קתולית | Beim griechisch katholischen Patriarchat | 20   | c |      |   |
| weitere Bilder                       | Straße des griechisch-orthodoxen Patriarchats (Standort)   | greek orthodox patriarchate road    | الدير اليوناني              | המנזר היווני             | Das griechische Kloster befindet sich in dieser Straße. | 10   | c | 4077 | n |
| weitere Bilder                       | Straße des Indischen Hospiz (Standort)                     | zawiyat el hunud road               | فوندك ههوديم                | פונדק ההודים             | wörtlich: Indisches Hotel. In dieser Straße befand sich eine Herberge für indische muslimische Pilger. | 100  | m | 5573 | n |
| weitere Bilder                       | Straße des Lateinischen Patriarchats (Standort)            | latin patriarch street              | بطريرك اللاتين              | הפטריארך הלטיני          | Lateinisches Patriarchat | 120  | c | 4066 | n |
| weitere Bilder                       | Straße des Syrischen Conventes (Standort)                  | Assyrian convent road               | سريان قانون                 | מנזר האשורים             | wörtlich: Syrisches Kloster. Die syrische Straße verläuft nördlich an der syrischen Markuskirche entlang | 40   | a | 4089 | n |
| BW                                   | Suq al aqbat Straße (Standort)                             | suq al aqbat street                 | هقبطيم                      | שוק הקופטים              | wörtlich: Markt der Kopten | 80   | m | 5802 | j |
| BW                                   | Suq as saqhah (Standort)                                   | suq as saqhah street                | سوق الخواجات                | שוק הצורפים              | wörtlich: Markt der Kaufleute | 110  | m | 4038 | j |
|                                      | Suq As Ssachur                                             | suq el 'husur street                | سوق السحور                  | סוק אל חוסור             | |      |   | 4087 | n |
| Suq avtimos Straße                   | Suq avtimos Straße (Standort)                              | soq avtimos street                  | سوق ابطيموس                 | שוק אבטימוס              | Benannt nach dem Erbauers des Geschäftszentrums der Altstadt. | 140  | c | 4083 | j |
| weitere Bilder                       | Suq der Baumwollhändler (Standort)                         | suq al qattanin road                | سوق القطنين                 | שוק עושי הכותנה          | wörtlich: Markt der Baumwollhändler | 230  | m | 4033 | j |
| BW                                   | Suq der Farben (Standort)                                  | suq ed - dabbagha street            | سوق الدهانين                | שוק הצבעים               | wörtlich: Farbenmarkt. Er verläuft nach Westen | 40   | m | 4081 | j |
| BW                                   | Suq der Parfüme und Gewürze (Standort)                     | soq el attarin street               | سوق العطارين                | שוק הבשמים               | wörtlich: Markt der Parfüm- und Gewürzhändler | 100  | m | 4036 | j |
| weitere Bilder                       | Suq des Öl-Khans (Standort)                                | soq khan ez zeit                    | سوق خان الزيت               | שוק הבד                  | wörtlich: Markt des Öl-Chans | 300  | m | 4035 | j |
|                                      | suq el bashoura Straße                                     | suq el bashoura street              | سوق البشوره                 | סוק אל בשורה             | |      | m | 4039 | n |
| BW                                   | Suq el lahamin Straße (Standort)                           | soq el lahamin street               | سوق اللحامين                | שוק הקצבים               | wörtlich: Markt der Fleischhändler | 150  | m | 4037 | j |
|                                      | Takija-Straße                                              | tqeya road                          | عقبة تكيه                   | דרך תקייה                | |      | m | 4044 | n |
| weitere Bilder                       | Talstraße (Standort)                                       | el wad road                         | الواد                       | אל ואד (הגיא)            | Tariq Al Wad (wörtlich: Das Tal) ist eine Straße auf dem Grund des Tyropöon-Tals. | 550  | m | 4004 | j |
| weitere Bilder                       | tiferet israel Straße (Standort)                           | tiferet israel street               | تفئيريت يسرائيل             | תפארת ישראל              | wörtlich: Ruhm Israels. Benannt nach der Tiferet-Yisrael-Synagoge. | 90   | j | 4901 | n |
| BW                                   | Trompetenstraße (Standort)                                 | Ha-Hazozrot street                  | هحتسوتسروت                  | החצוצרות                 | wörtlich: Die Trompeten | 30   | j | 4518 | n |
| BW                                   | Tröstet-mein-Volk-Straße (Standort)                        | Nahamu street                       | نحمو                        | נחמו                     | Benannt nach Jesaja 40:1 Tröstet, tröstet mein Volk, spricht euer Gott. (tröstet mein Volk = nachamu ami) | 100  | j | 4516 | n |
| weitere Bilder                       | Via Dolorosa (Standort)                                    | Via Dolorosa                        | فيا دي لاروزا               | ויה דולורוזה             | wörtlich: Durch die Qual. Nach christlicher Tradition ging Jesus auf dieser Straße zur Kreuzigung. | 400  | m | 4002 | n |
| BW                                   | Weg der Chasiden (Standort)                                | Ha-Hasidot street                   | هحسيدوت                     | החסידות                  | wörtlich: Die Chassiden | 55   | m | 5574 | n |
| Zionstorstraße                       | Zionstorstraße (Standort)                                  | Zion Gate street                    | طريق باب النبي داود         | שער ציון                 | Straße am Zionstor | 100  | j | 3201 | j |